# Nitriliruptoria
Nitriliruptoria es una clase de bacterias grampositivas del filo Actinomycetota. Fue descrita en el año 2013. Son bacterias aerobias e inmóviles. Se encuentran en lagos, mares, sedimentos marinos y zonas salinas, aunque también se han aislado de animales y plantas.

## Taxonomía
Actualmente contiene 5 órdenes descritos:
- Orden Egibacterales: Egibacter rhizosphaerae
- Orden Egicoccales: Egicoccus halophilus
- Orden Euzebyales: 
  - Euzebya pacifica
  - Euzebya rosea
  - Euzebya tangerina
- Orden Nitriliruptoraceae
  - Género Nitriliruptor: Nitriliruptor alkaliphilus
  - Género Profundirhabdus: Profundirhabdus halotolerans
- Orden Salsipaludibacterales: Salsipaludibacter albus